# Масумура Ясудзо
Масумура Ясудзо (増村 保造; нар. 25 серпня 1924, Кофу, префектура Яманасі — пом. 23 листопада 1986) — японський кінорежисер.

## Біографія
Народився в місті Кофу, префектура Яманасі. Покинувши навчання на юридичному факультеті Токійського університету, Масумура влаштувався помічником режисера у кінокомпанії Тайей. Згодом він повернувся в університет. Цього разу він вирішив вивчати філософію. В університеті познацомився з Юкіо Місімою, деякі твори якого він згодом екранізував. 1949 року він успішно закінчив університет. Завдяки стипендії для кіно Масумура поїхав до Італії. У Римі вів вивчав кінознавство в Експериментальному кіноцентрі. Він працював з Мікеланджело Антоніоні, Федеріко Фелліні та Лучіно Вісконті.
1953 року він повернувся до Японії і з 1955 року працював асистентом режисера під керівництвом Кендзі Мізогуті та Ітікави Кона, перш ніж 1957 року в нього виникла нагода зняти власний фільм, який називався «Кучіцуке» («Поцілунки»). За три десятиліття роботи в кіно Масумура зняв понад 60 фільмів. Помер 1986 року від крововиливу в мозок.